# 安河畔沙泽
安河畔沙泽（法語：Chazey-sur-Ain，法語發音：[ʃazɛ syʁ ɛ̃]）是法国东部安省的一个市镇，属于贝莱区。

## 地理
安河畔沙泽（45°53'33"N, 5°15'16"E）面积21.95 平方千米，位于法国奥弗涅-罗讷-阿尔卑斯大区安省，该省份为法国东部省份，北起汝拉省，西北接索恩-卢瓦尔省，西接罗讷省和里昂大都会，南至伊泽尔省，东与萨瓦省、上萨瓦省和瑞士接壤。
与安河畔沙泽接壤的市镇（或旧市镇、城区）包括：布利、安河畔沙尔诺兹、莱芒、梅克西米约、圣朱莉、圣莫里斯德雷芒、维略-卢瓦-莫隆、圣维尔巴。

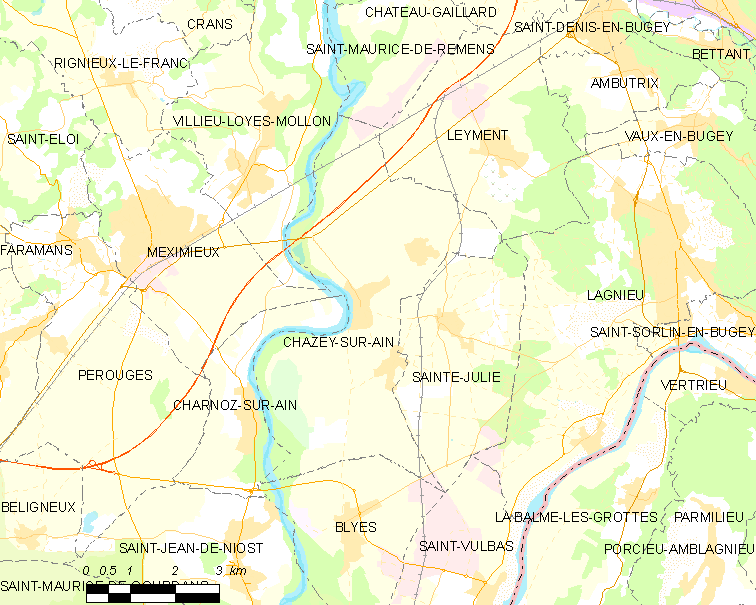
安河畔沙泽的OSM定位图

安河畔沙泽的时区为UTC+01:00、UTC+02:00（夏令时）。

## 行政
安河畔沙泽的邮政编码为01150，INSEE市镇编码为01099。

## 政治
安河畔沙泽所属的省级选区为拉尼约县。

## 人口

1962-2008年间安河畔沙泽人口变化图示

安河畔沙泽于2022年1月1日时的人口数量为1613人。